# شنا در المپیک تابستانی ۱۹۶۰

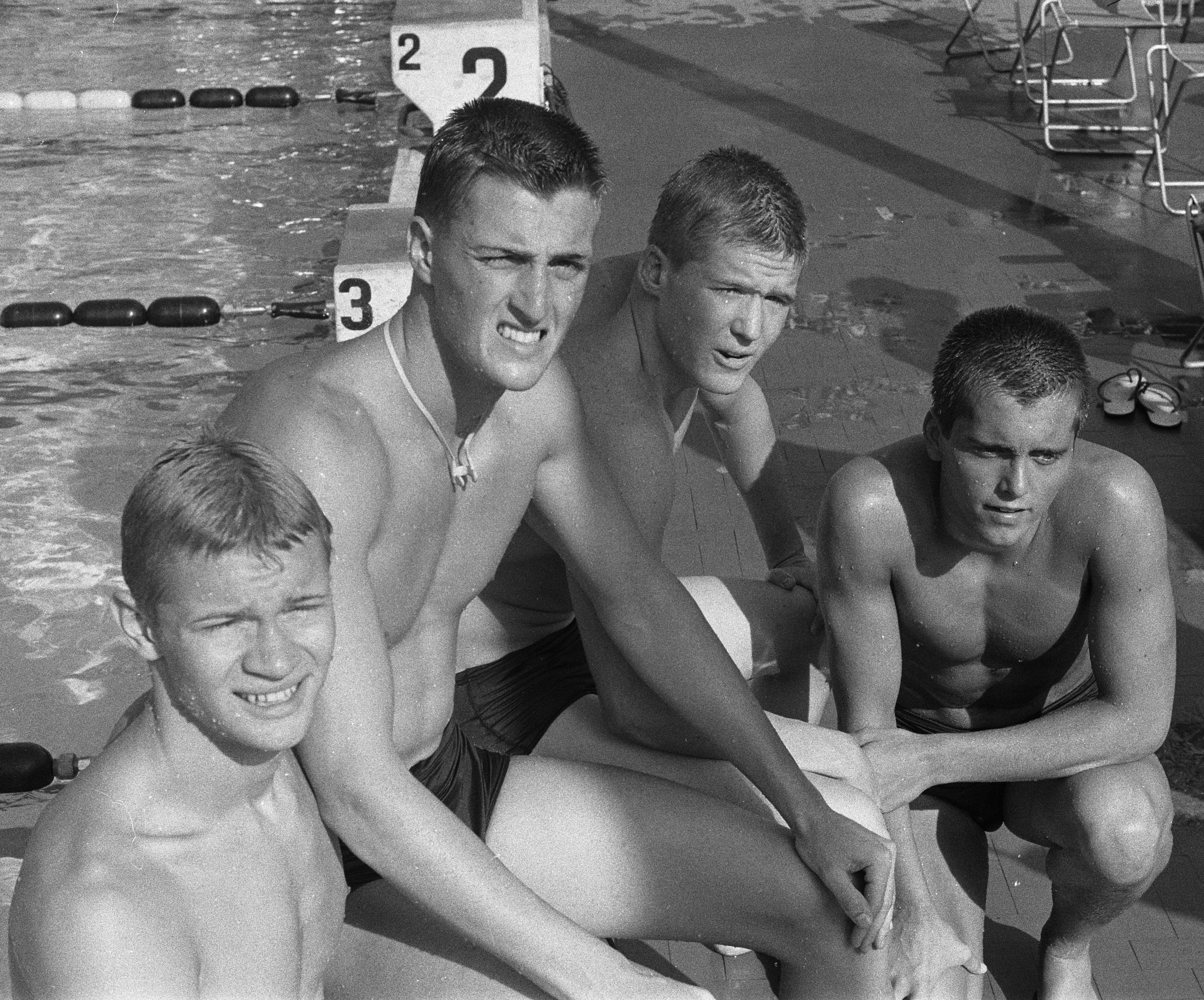
تصویری از شناگران.

شنا یکی از ورزش‌های بازی‌های المپیک تابستانی ۱۹۶۰ بوده که در دو بخش مردان و زنان برگزار شده است.
در مجموع ۳۸۰ شناگر از ۴۵ کشور جهان در این مسابقات شرکت کرده‌اند.

## جدول مدال‌ها
| رتبه           | کشور                      | طلا | نقره | برنز | مجموع |
| -------------- | ------------------------- | --- | ---- | ---- | ----- |
| ۱              | ایالات متحده آمریکا (USA) | ۹   | ۳    | ۳    | ۱۵    |
| ۲              | استرالیا (AUS)            | ۵   | ۵    | ۳    | ۱۳    |
| ۳              | بریتانیای کبیر (GBR)      | ۱   | ۱    | ۱    | ۳     |
| ۴              | ژاپن (JPN)                | ۰   | ۳    | ۲    | ۵     |
| ۵              | تیم متحد آلمان (EUA)      | ۰   | ۱    | ۳    | ۴     |
| ۶              | هلند (NED)                | ۰   | ۱    | ۲    | ۳     |
| ۷              | سوئد (SWE)                | ۰   | ۱    | ۰    | ۱     |
| ۸              | برزیل (BRA)               | ۰   | ۰    | ۱    | ۱     |
| مجموع (۸ کشور) | مجموع (۸ کشور)            | ۱۵  | ۱۵   | ۱۵   | ۴۵    |

## نتایج

### مردان
| بازی‌ها                 | طلا                                                                        | طلا          | نقره                                                                         | نقره      | برنز                                                                      | برنز    |
| ۱۰۰ متر آزاد           | جان دیویت · استرالیا                                                       | 55.2 (OR)    | لانس لارسون · ایالات متحده آمریکا                                            | 55.2 (OR) | مانوئل دوس سانتوس · برزیل                                                 | ۵۵٫۴    |
| ۴۰۰ متر آزاد           | موری رز · استرالیا                                                         | 4:18.3 (OR)  | تسویوشی یاماناکا · ژاپن                                                      | ۴:۲۱٫۴    | جان کونرادس · استرالیا                                                    | ۴:۲۱٫۸  |
| ۱۵۰۰ متر آزاد          | جان کونرادس · استرالیا                                                     | 17:19.2 (OR) | موری رز · استرالیا                                                           | ۱۷:۲۱٫۷   | جرج برین · ایالات متحده آمریکا                                            | ۱۷:۳۰٫۶ |
| ۱۰۰ متر کرال پشت       | دیوید تیله · استرالیا                                                      | 1:01.9 (OR)  | فرانک مک‌کینی · ایالات متحده آمریکا                                           | ۱:۰۲٫۱    | باب بنت · ایالات متحده آمریکا                                             | ۱:۰۲٫۳  |
| ۲۰۰ متر قورباغه        | بیل هالیکن · ایالات متحده آمریکا                                           | ۲:۳۷٫۴       | یوشیهیکو اوساکی · ژاپن                                                       | ۲:۳۸٫۰    | ویگر منسونیدس · هلند                                                      | ۲:۳۹٫۷  |
| ۲۰۰ متر پروانه         | مایک تروی · ایالات متحده آمریکا                                            | 2:12.8 (WR)  | نویل هیز · استرالیا                                                          | ۲:۱۴٫۶    | دیو گیلاندرز · ایالات متحده آمریکا                                        | ۲:۱۵٫۳  |
| ۴×۲۰۰ متر آزاد امدادی  | ایالات متحده آمریکا (USA) · جورج هریسون · دیک بلیک · مایک تروی · جف فارل   | 8:10.2 (WR)  | ژاپن (JPN) · ماکوتو فوکویی · هیروشی ایشی · تسویوشی یاماناکا · تاتسو فوجیموتو | ۸:۱۳٫۳    | استرالیا (AUS) · دیوید دیکسون · جان دیویت · موری رز · جان کونرادس         | ۸:۱۳٫۸  |
| ۴×۱۰۰ متر مختلط امدادی | ایالات متحده آمریکا (USA) · فرانک مک‌کینی · پل هایت · لانس لارسون · جف فارل | 4:05.4 (WR)  | استرالیا (AUS) · دیوید تیله · تری گترکول · نویل هیز · جف شیپتون              | ۴:۱۲٫۰    | ژاپن (JPN) · کازو تومیتا · کویچی هیراکیدا · یوشیهیکو اوساکی · کیگو شیمیزو | ۴:۱۲٫۲  |

### زنان
| بازی‌ها                | طلا                                                                                   | طلا         | نقره                                                                   | نقره   | برنز                                                                            | برنز   |
| ۱۰۰ متر آزاد          | دون فریزر · استرالیا                                                                  | 1:01.2 (OR) | کریس فون سالتزا · ایالات متحده آمریکا                                  | ۱:۰۲٫۸ | ناتالی استوارد · بریتانیای کبیر                                                 | ۱:۰۳٫۱ |
| ۴۰۰ متر آزاد          | کریس فون سالتزا · ایالات متحده آمریکا                                                 | 4:50.6 (OR) | جین کدرکوییست · سوئد                                                   | ۴:۵۳٫۹ | تینکه لاگربرگ · هلند                                                            | ۴:۵۶٫۹ |
| ۱۰۰ متر کرال پشت      | لین بورک · ایالات متحده آمریکا                                                        | 1:09.3 (OR) | ناتالی استوارد · بریتانیای کبیر                                        | ۱:۱۰٫۸ | ساتوکو تاناکا · ژاپن                                                            | ۱:۱۱٫۴ |
| ۲۰۰ متر قورباغه       | آنیتا لانزبرو · بریتانیای کبیر                                                        | 2:49.5 (WR) | ویلترود اورزلمان · تیم متحد آلمان                                      | ۲:۵۰٫۰ | باربارا گوبل · تیم متحد آلمان                                                   | ۲:۵۳٫۶ |
| ۱۰۰ متر پروانه        | کرولین شولر · ایالات متحده آمریکا                                                     | 1:09.5 (OR) | ماریانه همسکرک · هلند                                                  | ۱:۱۰٫۴ | یان اندرو · استرالیا                                                            | ۱:۱۲٫۲ |
| ۴×۱۰۰ متر آزاد امدادی | ایالات متحده آمریکا (USA) · جان اسپیلین · شرلی استوبس · کارولین وود · کریس فون سالتزا | 4:08.9 (WR) | استرالیا (AUS) · دون فریزر · ایلسا کونرادز · لوراین کراپ · آلوا کاهون  | ۴:۱۱٫۳ | تیم متحد آلمان (EUA) · کریستل اشتفین · هایدی پششتاین · گیزلا وایس · اورسل برونر | ۴:۱۹٫۷ |
| ۴×۱۰۰ متر آزاد امدادی | ایالات متحده آمریکا (USA) · لین بورک · پتی کمپنر · کرولین شولر · کریس فون سالتزا      | 4:41.1 (WR) | استرالیا (AUS) · ماریلین ویلسون · رزماری لاسیگ · یان اندرو · دون فریزر | ۴:۴۵٫۹ | تیم متحد آلمان (EUA) · اینگرید اشمیت · اورسولا کوپر · باربل فورمن · اورسل برونر | ۴:۴۷٫۶ |